# Saurita notabilis
Saurita notabilis är en fjärilsart som beskrevs av Walker 1854. Saurita notabilis ingår i släktet Saurita och familjen björnspinnare. Inga underarter finns listade.